# عرفات رحمن
عرفات رحمن (بالأردوية: عرفات رحمن؛ بالإنجليزية: Arafat Rahman) هو شخصية أعمال باكستاني وبنغلاديشي، ولد في 12 أغسطس 1970، وتوفي في 24 يناير 2015 في كوالالمبور في ماليزيا.